# Гаджимагомедов, Ханкала Алиевич
Ханкала Алиевич Гаджимагомедов (3 декабря 1967) — советский борец вольного стиля, российский тренер по вольной борьбе, Заслуженный тренер России (31.08.2007).

## Спортивная карьера
Работает тренером в хасавюртовской школе имени Шамиля Умаханова. Является личным тренером Олимпийского чемпиона Биляла Махова. Также среди его воспитанников: Владимир Калашников, Магомед Газиев, Магомед Аличуев, Аслан Абакаров.